# Stefan Boermans
Stefan Boermans, född 13 december 1994 i Hengelo, Nederländerna, är en beachvolley- och volleybollspelare. 
Boermans spelade inomhusvolleyboll med Webton Hengelo och SV Dynamo. Under 2017 spelade han beachvolley med flera spelare på den nederländska touren, men inte på den högsta nivån. Till säsongen 2018 fortsatte han spela på touren, men nu med Casper Haanappel. De nådde flera medaljplatser på högsta nivån och spelade även på FIVB Beach Volleyball World Tour 2018, där de tog brons vid tävlingen i Samsun, Turkiet. Under 2019 spelade han med Dirk Boehlé. De tog silver vid nederländska mästerskapet och med honom vann Boermans sin första tävling på världscupen i Montpellier, Frankrike. 
Sedan 2020 spelar han tillsammans med Yorick de Groot. De blev nederländska mästare 2021 och nådde final vid EM samma år, där de förlorade mot Anders Mol och Christian Sørum. De hade en framgångsrik Volleyball World Beach Pro Tour 2023, där de utan undantag var bland de tio bästa. Boermans blev dock skadad och missade därför EM, där de Groot tog silver tillsammans  med Leon Luini. Vid VM samma år nådde  Boersman och de Groot kvartsfinal. De tog i mars 2024 sin första seger i en Elite 16-turnering på världstouren.